# Dean Downing
Pour les articles homonymes, voir Downing.
Dean Downing est un cycliste britannique, né le 24 janvier 1975 à Rotherham en Angleterre. C'est le frère du coureur cycliste Russell Downing. Il a fait partie de 2007 à 2012 de l'équipe cycliste Rapha Condor-Sharp avant de rejoindre en 2013 la formation Madison Genesis. Il est directeur sportif de l'équipe JLT Condor de 2016 à 2018.

## Biographie
Dean Downing obtient ses premiers résultats sur piste. En 2003, associé à son jeune frère Russell, il devient champion de Grande-Bretagne de l'américaine. Sur la course aux points, il termine troisième des championnats de Grande-Bretagne en 2004 et 2005. En 2004, lors de la quatrième manche de Coupe du monde organisée à Sydney, il termine deuxième du scratch.
Sur route, Dean Downing remporte en 2004 une étape du Ras Mumhan, où il termine troisième au classement général. En 2005, il signe pour l'équipe continentale Recycling.co.uk, avec qui, il remporte une étape du Grand Prix des Bermudes. L'année suivante, il rejoint DFL-Cyclingnews, où il gagne le Trofee van Haspengouw. Lors de la saison 2007, il court chez les amateurs et remporte deux étapes du Bikeline Two Day, le Tour of the Reservoir, une étape du Girvan Three Day et le Lincoln Grand Prix. Grâce à ses résultats, Downing retourne entre 2008 à 2012 au sein de l'équipe cycliste Rapha Condor Recycling.co.uk.
Après une saison passée chez Madison Genesis, il rejoint en 2014 l'équipe NFTO. Il compte une dizaine de succès chez les professionnels dont un titre de champion de Grande-Bretagne des critériums (en 2008).

## Palmarès sur route

### Par années
- 2001
  - 2e du De Drie Zustersteden
  - 2e du championnat de Grande-Bretagne du critérium
- 2002
  -  Champion de Grande-Bretagne du critérium
- 2003
  - 2e du championnat de Grande-Bretagne du critérium
- 2004
  - 1re étape de la Rás Mumhan
  - 3e de la Rás Mumhan
- 2005
  - 2e de l'Eddie Soens Memorial
  - 2e du Lincoln Grand Prix
- 2007
  - Lincoln Grand Prix
- 2008
  -  Champion de Grande-Bretagne du critérium
  - 2e étape du FBD Insurance Rás
  - 2e étape du Tour de Saxe
  - 2e de l'Eddie Soens Memorial
  - 2e du Lincoln Grand Prix
  - 3e du championnat de Grande-Bretagne sur route
- 2009
  - 2e et 4e étapes du Tour of the North
  - 2e du Tour of the North
  - 3e du Colne Grand Prix
- 2010
  - 5e étape du Tour de Taïwan
  - Colne Grand Prix
- 2011
  - 1re étape de l'An Post Rás
  - 2e de l'Otley Grand Prix
  - 2e du Colne Grand Prix
- 2012
  - 3e du Colne Grand Prix
- 2013
  - Beaumont Trophy
  - Sheffield Grand Prix
  - 2e du Colne Grand Prix
- 2014
  - 2e du Colne Grand Prix

### Classements mondiaux
| Année            | 2005 | 2006 | 2007 | 2008 | 2009 | 2010 | 2011 |
| ---------------- | ---- | ---- | ---- | ---- | ---- | ---- | ---- |
| UCI Africa Tour  | 61e  |      |      |      |      |      |      |
| UCI Asia Tour    |      | 169e |      |      |      | 96e  | 222e |
| UCI Europe Tour  | 462e |      |      | 242e |      |      | 796e |
| UCI Oceania Tour |      | 56e  |      |      |      | 73e  |      |

## Palmarès sur piste

### Coupe du monde
- 2004
  - 2e du scratch à Sydney

### Championnats de Grande-Bretagne
- 2003
  -  Champion de Grande-Bretagne de l'américaine (avec Russell Downing)
- 2004
  - 3e de la course aux points
- 2005
  - 3e de la course aux points